# والسبری، لینکلن‌شر
والسبری (به انگلیسی: Walesby) یک روستا و محله مدنی در بریتانیا است که در West Lindsey واقع شده‌است. والسبری ۲۴۹ نفر جمعیت دارد.